# 4 juli
4 juli is de 185ste dag van het jaar (186ste dag in een schrikkeljaar) in de gregoriaanse kalender. Hierna volgen nog 180 dagen tot het einde van het jaar.

## Gebeurtenissen
- Algemeen
  - 1934 - In Amsterdam breekt het Jordaanoproer uit als reactie op de verlaging van de werklozensteun door het kabinet-Colijn.
  - 1976 - Het Israëlische leger voert een onverwachte bevrijdingsactie uit op het vliegveld van Entebbe in Oeganda en slaagt erin vrijwel alle gijzelaars van de PLO aldaar ongedeerd te bevrijden.
  - 2010 - België, Frankrijk, Oostenrijk en de drie Baltische republieken bieden Roemenië hulp aan vanwege grote overstromingen die het land teisteren.
  - 2013 - Zeker zes Amerikaanse vliegmaatschappijen annuleren meer dan veertig vluchten van en naar Mexico-Stad en Toluca wegens de actief geworden Mexicaanse vulkaan Popocatépetl.

- Economie
  - 2012 - De handelsovereenkomst ter bestrijding van namaak (ACTA) wordt verworpen door het Europees Parlement.
  - 2013 - Met de steun van de regering tekenen de vakbonden en werkgevers van de mijnen in Zuid-Afrika een akkoord dat een einde moet maken aan het geweld.

- Infrastructuur
  - 2010 - HTM-tramlijn 19 wordt in gebruik genomen.

- Kunst en cultuur
  - 2015 - De Franse regio Champagne wordt erkend als UNESCO-werelderfgoed.

- Media
  - 1950 - Eerste uitzending van Radio Free Europe in München.

- Muziek
  - 2025 - Na een split van zestien jaar geeft de Britse band Oasis in Cardiff, Wales hun eerste van 41 reünieconcerten.[1]

- Oorlog
  - 1187 - De slag bij Hattin, vlak bij het Meer van Tiberias. De naam van de slag refereert aan de twee heuvels - de Horens van Hattin - waar een christelijk leger van kruisvaarders vernietigend werd verslagen door Saladin.
  - 1601 - Begin van het beleg van Oostende.
  - 1863 - In de Verenigde Staten geeft de belegerde stad Vicksburg zich over aan het leger van Ulysses S. Grant; tegelijkertijd begint Robert E. Lee aan zijn aftocht, na verslagen te zijn bij Gettysburg
  - 1994 - In Rwanda valt de hoofdstad Kigali in handen van de RPF-strijders

- Politiek
  - 638 - Heraklonas, zoon van de Byzantijnse keizer Herakleios, verkrijgt door zijn moeders invloed de titel Augustus.
  - 1776 - Uitroeping van de onafhankelijkheid van de Verenigde Staten met de aanname van de Amerikaanse Onafhankelijkheidsverklaring door het Nationaal Congres.
  - 1819 - In de Verenigde Staten wordt een nieuwe officiële vlag ingevoerd met 21 sterren en 13 strepen omdat er 1 nieuwe staat is toegetreden: Illinois.[2]
  - 1820 - In de Verenigde Staten wordt een nieuwe officiële vlag ingevoerd met 23 sterren en 13 strepen omdat er 2 nieuwe staten zijn toegetreden: Alabama en Maine.[3]
  - 1822 - In de Verenigde Staten wordt een nieuwe officiële vlag ingevoerd met 24 sterren en 13 strepen omdat er 1 nieuwe staat is toegetreden: Missouri.[4]
  - 1836 - In de Verenigde Staten wordt een nieuwe officiële vlag ingevoerd met 25 sterren en 13 strepen omdat er 1 nieuwe staat is toegetreden: Arkansas.[5]
  - 1837 - In de Verenigde Staten wordt een nieuwe officiële vlag ingevoerd met 26 sterren en 13 strepen omdat er 1 nieuwe staat is toegetreden: Michigan.[6]
  - 1845 - In de Verenigde Staten wordt een nieuwe officiële vlag ingevoerd met 27 sterren en 13 strepen omdat er 1 nieuwe staat is toegetreden: Florida.[7]
  - 1846 - In de Verenigde Staten wordt een nieuwe officiële vlag ingevoerd met 28 sterren en 13 strepen omdat er 1 nieuwe staat is toegetreden: Texas.[8]
  - 1847 - In de Verenigde Staten wordt een nieuwe officiële vlag ingevoerd met 29 sterren en 13 strepen omdat er 1 nieuwe staat is toegetreden: Iowa.[9]
  - 1848 - In de Verenigde Staten wordt een nieuwe officiële vlag ingevoerd met 30 sterren en 13 strepen omdat er 1 nieuwe staat is toegetreden: Wisconsin.[10]
  - 1851 - In de Verenigde Staten wordt een nieuwe officiële vlag ingevoerd met 31 sterren en 13 strepen omdat er 1 nieuwe staat is toegetreden: Californië.[11]
  - 1858 - In de Verenigde Staten wordt een nieuwe officiële vlag ingevoerd met 32 sterren en 13 strepen omdat er 1 nieuwe staat is toegetreden: Minnesota.[12]
  - 1859 - In de Verenigde Staten wordt een nieuwe officiële vlag ingevoerd met 33 sterren en 13 strepen omdat er 1 nieuwe staat is toegetreden: Oregon.[13]
  - 1861 - In de Verenigde Staten wordt een nieuwe officiële vlag ingevoerd met 34 sterren en 13 strepen omdat er 1 nieuwe staat is toegetreden: Kansas.[14]
  - 1863 - In de Verenigde Staten wordt een nieuwe officiële vlag ingevoerd met 35 sterren en 13 strepen omdat er 1 nieuwe staat is toegetreden: West Virginia.[15]
  - 1865 - In de Verenigde Staten wordt een nieuwe officiële vlag ingevoerd met 36 sterren en 13 strepen omdat er 1 nieuwe staat is toegetreden: Nevada.[16]
  - 1867 - In de Verenigde Staten wordt een nieuwe officiële vlag ingevoerd met 37 sterren en 13 strepen omdat er 1 nieuwe staat is toegetreden: Nebraska.[17]
  - 1877 - In de Verenigde Staten wordt een nieuwe officiële vlag ingevoerd met 38 sterren en 13 strepen omdat er 1 nieuwe staat is toegetreden: Colorado.[18]
  - 1888 - De Belgische bankbiljetten worden tweetalig en het Belgisch Staatsblad wordt gedeeltelijk in het Nederlands gepubliceerd.
  - 1890 - In de Verenigde Staten wordt een nieuwe officiële vlag ingevoerd met 43 sterren en 13 strepen omdat er 5 nieuwe staten zijn toegetreden: North Dakota, South Dakota, Montana, Washington en Idaho.[19]
  - 1891 - In de Verenigde Staten wordt een nieuwe officiële vlag ingevoerd met 44 sterren en 13 strepen omdat er 1 nieuwe staat is toegetreden: Wyoming.[20]
  - 1896 - In de Verenigde Staten wordt een nieuwe officiële vlag ingevoerd met 45 sterren en 13 strepen omdat er 1 nieuwe staat is toegetreden: Utah.[21]
  - 1908 - In de Verenigde Staten wordt een nieuwe officiële vlag ingevoerd met 46 sterren en 13 strepen omdat er 1 nieuwe staat is toegetreden: Oklahoma.[22]
  - 1912 - In de Verenigde Staten wordt een nieuwe officiële vlag ingevoerd met 48 sterren en 13 strepen omdat er 2 nieuwe staten zijn toegetreden: New Mexico en Arizona.[23]
  - 1946 - De Filipijnen worden onafhankelijk van de Verenigde Staten.
  - 1959 - In de Verenigde Staten wordt een nieuwe officiële vlag ingevoerd met 49 sterren en 13 strepen omdat er 1 nieuwe staat is toegetreden: Alaska.[24]
  - 1960 - In de Verenigde Staten wordt een nieuwe officiële vlag ingevoerd met 50 sterren en 13 strepen omdat er 1 nieuwe staat is toegetreden: Hawaï.[25]
  - 1972 - Noord- en Zuid-Korea starten onderhandelingen met als uiteindelijke doel de hereniging van Korea.
  - 1987 - Oprichting van de Nationale Democratische Partij in Suriname.
  - 1989 - Een Mikojan-Goerevitsj MiG-23 van het Rode Leger (Sovjet-Unie) stort om 10.37 uur neer in Bellegem. Er valt één dode. Het toestel was even voor tien uur opgestegen in het Poolse havenstadje Kolobrzeg. De piloot gebruikte zijn schietstoel nadat er iets mis leek met de brandstoftoevoer.
  - 1990 - Malta verzoekt om toetreding tot de Europese Gemeenschap.
  - 2013 - President Evo Morales van Bolivia dreigt de Amerikaanse ambassade in zijn land te sluiten, uit woede over de vermeende betrokkenheid van de Verenigde Staten bij het sluiten van luchtruim voor hem in Europa.
  - 2023 - Na 17 jaar Tweede Kamerlid te zijn geweest neemt Renske Leijten afscheid. Ze was onder meer een van de Kamerleden die de toeslagenaffaire aan het rollen bracht.[26]

- Recreatie
  - 1987 - In Tokyo Disneyland opent Big Thunder Mountain Railroad.

- Religie
  - 1906 - Goedkeuring van de Priestercongregatie van het Heilig Hart van Jezus door paus Pius X.
  - 1958 - Benoeming van Karol Wojtyła tot hulpbisschop van Krakau in Polen.
  - 1982 - Patrick Hoogmartens, de latere bisschop van Hasselt, wordt tot priester gewijd.

- Sport
  - 1894 - Oprichting van de Zwitserse voetbalclub FC La Chaux-de-Fonds.
  - 1904 - Oprichting van de Duitse voetbalclub Borussia Fulda.
  - 1910 - De zwarte wereldkampioen boksen Jack Johnson verdedigt zijn titel tegen de blanke oud-wereldkampioen Jim Jeffries in Reno (Nevada). Hij verslaat Jeffries met een knock-out in de vijftiende ronde. Dezelfde avond breken er van Texas tot New York rassenrellen uit.
  - 1926 - Oprichting van de Bosnische voetbalclub Borac Banja Luka.
  - 1954 - West-Duitsland wint in Zwitserland de wereldtitel door Hongarije in de finale van het WK voetbal met 3-2 te verslaan, het zogeheten Wonder van Bern.
  - 1960 - Oprichting van de Hondurese voetbalclub Deportivo Platense in Puerto Cortés.
  - 1982 - De Amerikaanse tennisser Jimmy Connors zegeviert op Wimbledon ten koste van zijn landgenoot John McEnroe: 3-6, 6-3, 6-7, 7-6 en 6-4.
  - 2004 - Griekenland wint het EK voetbal in Portugal door Portugal in Lissabon met 1-0 te verslaan.
  - 2015 - Het Chileens voetbalelftal wint de 44ste editie van de strijd om de Copa América door buurland Argentinië in de finale na strafschoppen te verslaan.
  - 2017 - Annemiek van Vleuten wint haar 2e etappe in de Giro Rosa 2017, ditmaal een tijdrit.
  - 2019 - Arjen Robben maakt bekend dat hij een einde aan zijn loopbaan maakt.

- Wetenschap en technologie
  - 1054 - Chinese astronomen zien een supernova in het sterrenbeeld Stier; het overblijfsel ervan is nu zichtbaar als de Krabnevel.
  - 1997 - NASA's Mars Pathfinder ruimtesonde landt op Mars. De Sojourner rover maakt als eerste rover ooit een zachte landing op de rode planeet.[27]
  - 2005 - Project Deep Impact: een ruimteprojectiel slaat in op de komeet Tempel 1.
  - 2006 - De Spaceshuttle Discovery wordt na herhaaldelijk uitstel succesvol gelanceerd.
  - 2012 - Het CERN maakt bekend dat ze sterke bewijzen hebben voor het ontstaan van de higgsboson, het zogenoemde goddeeltje.[28]
  - 2016 - De ruimtesonde Juno bereikt Jupiter.
  - 2021 - Ruimtewandeling van de CNSA taikonauten Liu Boming en Nie Haisheng voor het installeren van apparatuur aan het Tiangong ruimtestation dat nodig is voor toekomstige activiteiten. Het is de tweede ruimtewandeling in de geschiedenis van de Chinese ruimtevaart en de eerste vanuit het Tiangong ruimtestation.[29]
  - 2023 - De Wereld Meteorologische Organisatie maakt bekend dat metingen uitwijzen dat er een nieuwe El Niño cyclus is begonnen.[30]

## Geboren

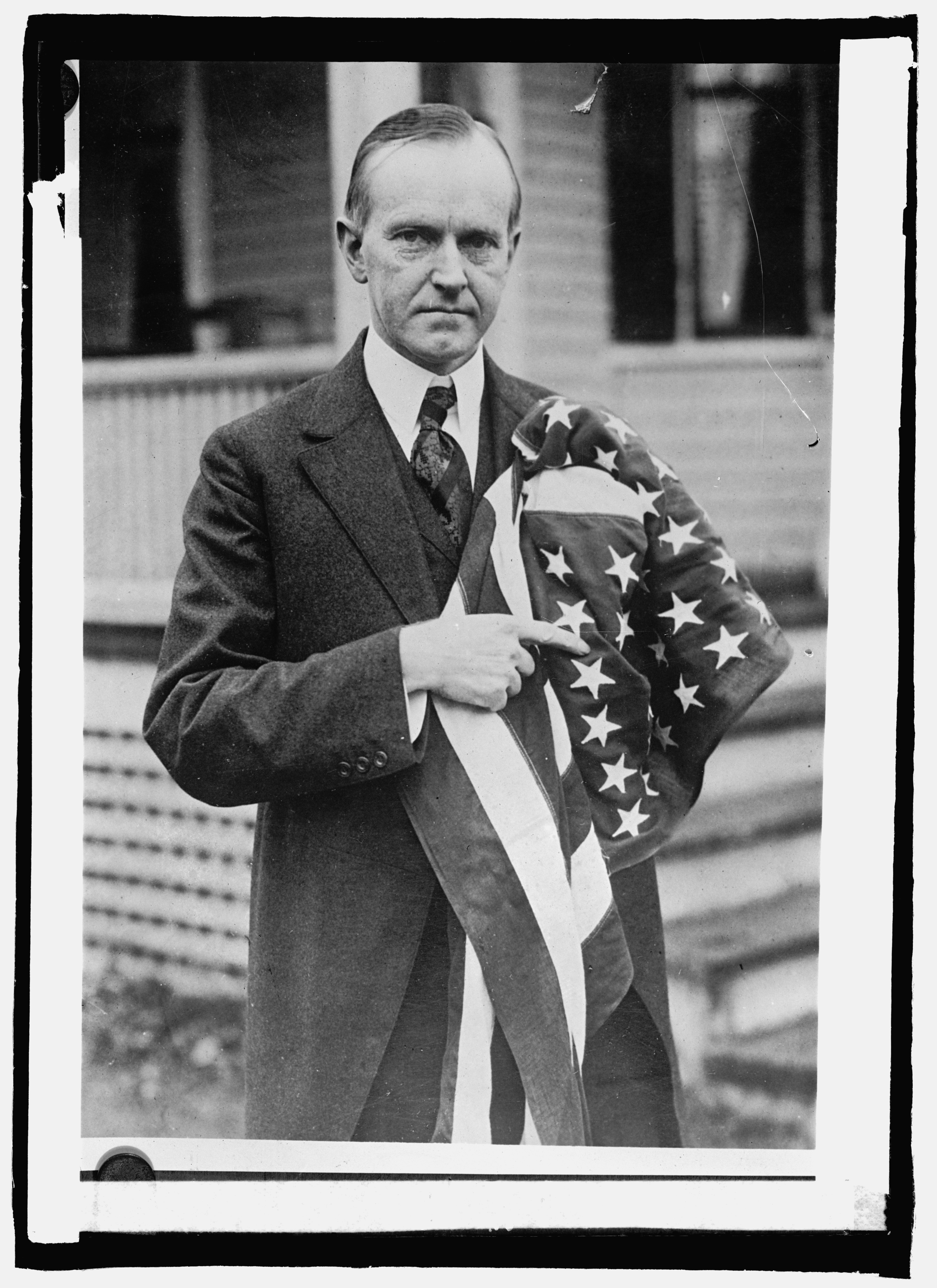
Calvin Coolidge,
geboren in 1872

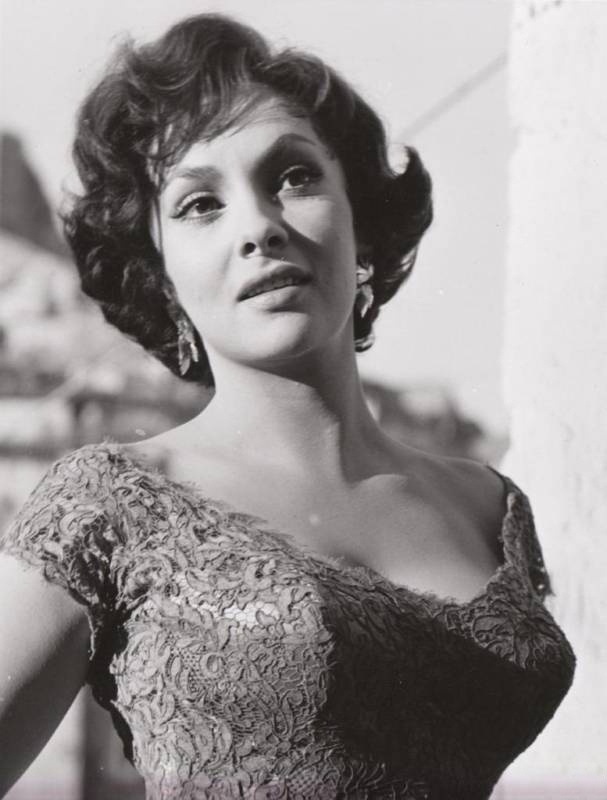
Gina Lollobrigida,
geboren in 1927

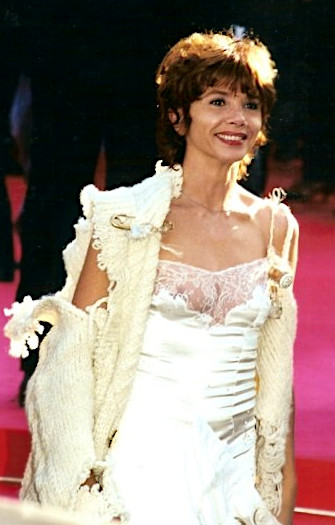
Victoria Abril,
geboren in 1959

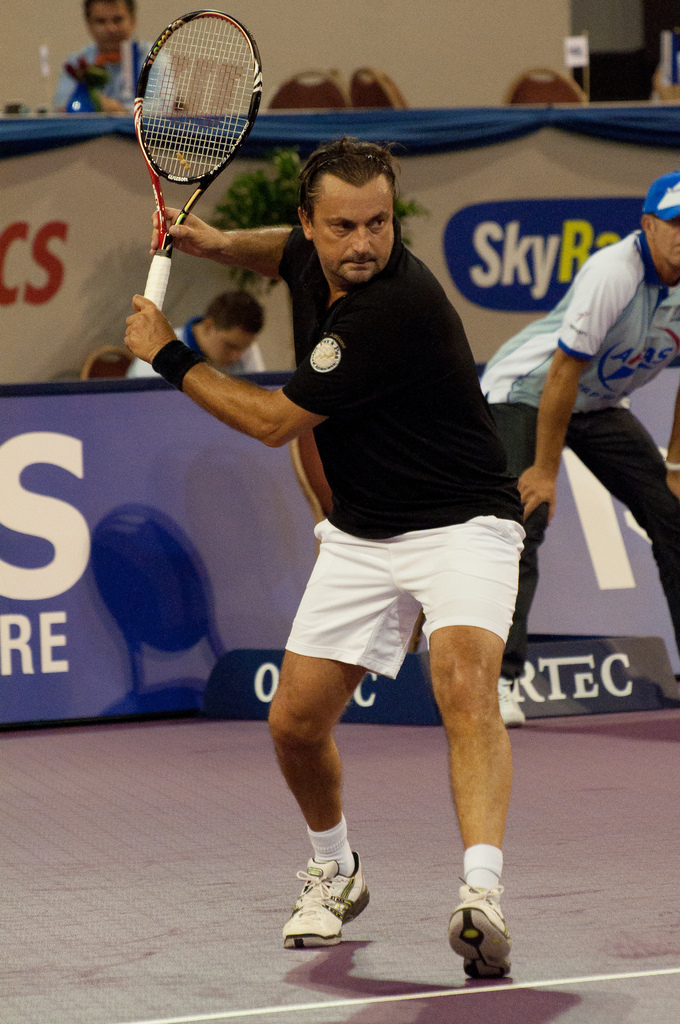
Henri Leconte (in 2010),
geboren in 1963

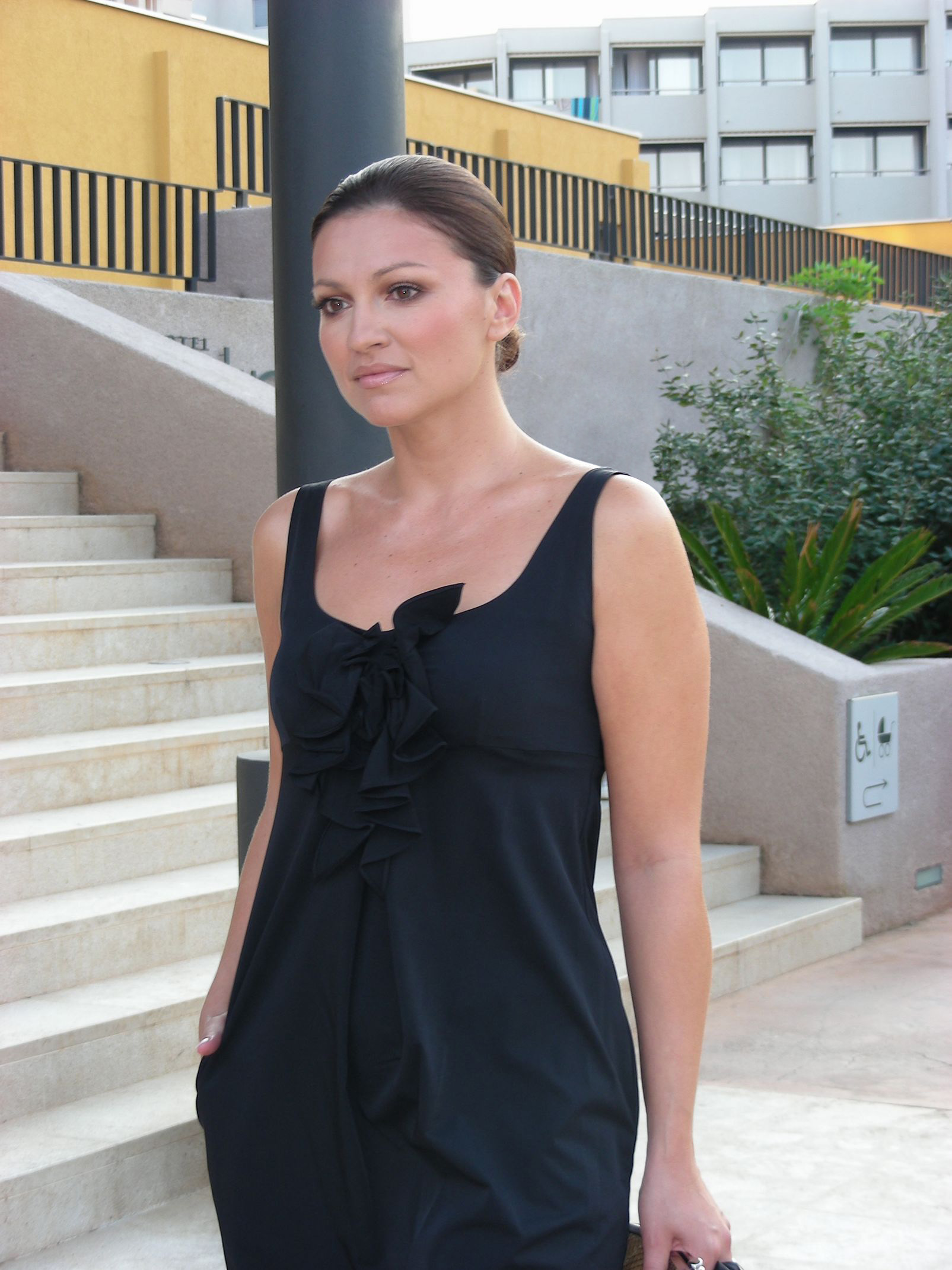
Nina Badrić,
geboren in 1972

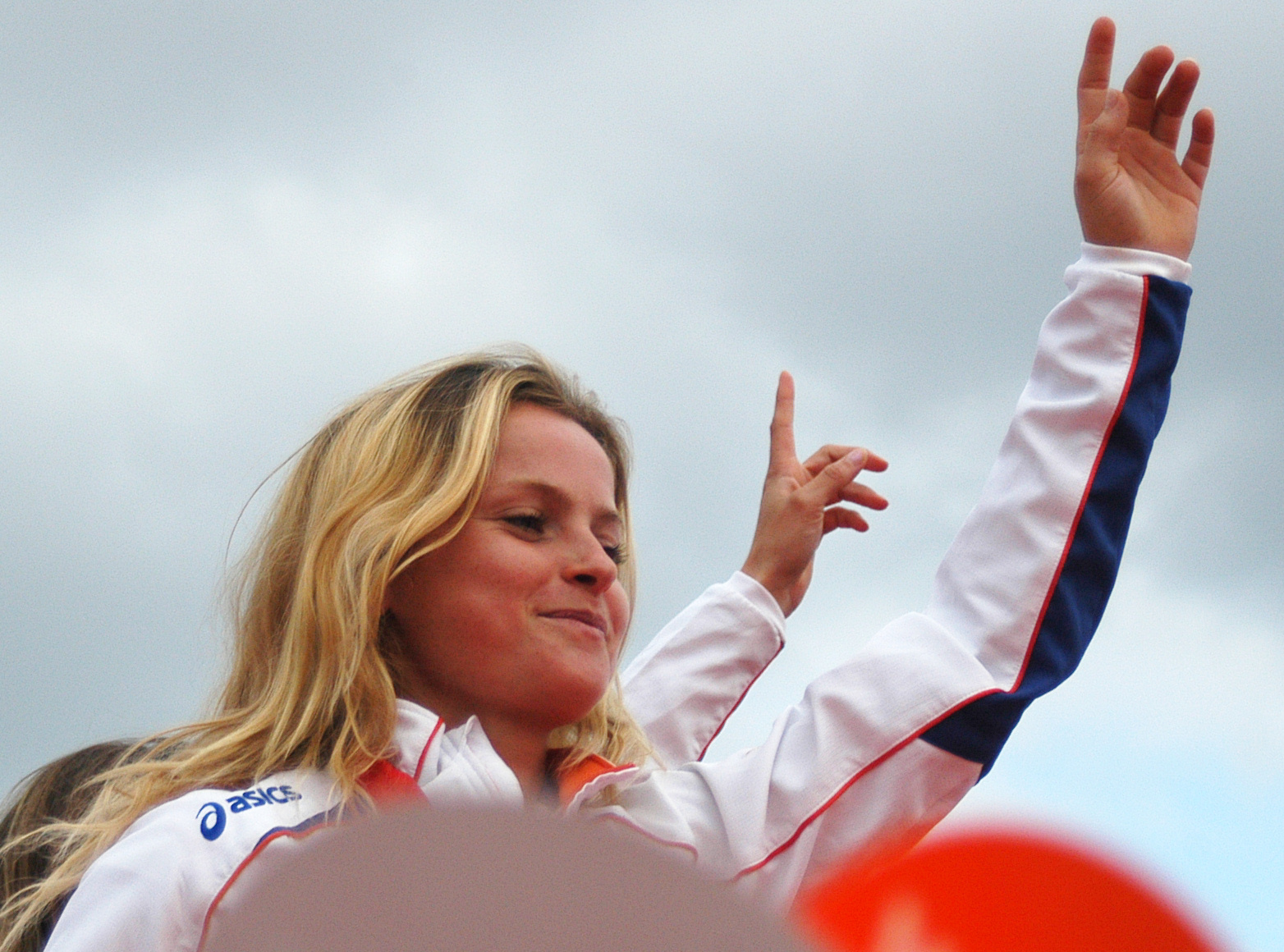
Fatima Moreira de Melo,
geboren in 1978

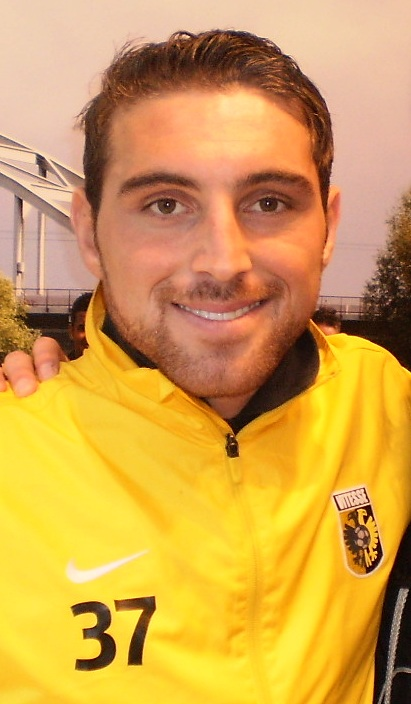
Goeram Kasjia,
geboren in 1987

- 1694 - Louis-Claude d'Aquin, Frans componist (overleden 1772)
- 1799 - Oscar I, koning van Zweden en Noorwegen (overleden 1859)
- 1804 - Nathaniel Hawthorne, Amerikaans schrijver (overleden 1864)
- 1807 - Giuseppe Garibaldi, Italiaans vrijheidsstrijder (overleden 1882)
- 1807 - Mariano Guadalupe Vallejo, Mexicaans-Amerikaans militair en politicus (overleden 1890)
- 1845 - Pál Szinyei Merse, Hongaars kunstschilder (overleden 1920)
- 1851 - Laureano Guevarra, Filipijns schoenmaker en ondernemer (overleden 1891)
- 1867 - Stephen Mather, Amerikaans industrieel en natuurbeschermer (overleden 1930)
- 1872 - Calvin Coolidge, 30e president van de Verenigde Staten (overleden 1933)
- 1882 - Cor van der Lugt Melsert, Nederlands acteur en toneelleider (overleden 1969)
- 1882 - Louis B. Mayer, Amerikaans filmproducer (overleden 1957)
- 1882 - Kurt von Schleicher, Duits generaal en politicus (overleden 1934)
- 1885 - Pol Dom, Nederlands-Belgisch tekenaar (overleden 1970)
- 1902 - Meyer Lansky, Amerikaans maffioso (overleden 1983)
- 1903 - Corrado Bafile, Italiaans curiekardinaal (overleden 2005)
- 1903 - Flor Peeters, Belgisch componist (overleden 1986)
- 1907 - John Anderson, Amerikaans atleet (overleden 1948)
- 1907 - Ernst Loof, Duits autocoureur (overleden 1956)
- 1907 - George More O'Ferrall, Brits regisseur, producent en scenarist (overleden 1982)
- 1909 - Jan van der Ploeg O.P., Nederlands dominicaan en hoogleraar (overleden 2004)
- 1910 - Robert K. Merton, Amerikaans socioloog (overleden 2003)
- 1910 - Gloria Stuart, Amerikaans actrice (overleden 2010)
- 1911 - Said Akl, Libanees dichter, schrijver en ideoloog (overleden 2014)
- 1911 - Mitch Miller, Amerikaans musicus en producer (overleden 2010)
- 1911 - Sidney Wilson, Schots-Nederlands evangelist (overleden 1986)
- 1916 - Jan Brouwer (architect), Nederlands architect (overleden 1976)
- 1916 - Iva Toguri D'Aquino, Japans-Amerikaans radiopresentatrice (Tokyo Rose (overleden 2006)
- 1917 - Manolete, Spaans stierenvechter (overleden 1947)
- 1918 - Johnnie Parsons, Amerikaans autocoureur en eenmaal winnaar van de Indianapolis 500 (overleden 1984)
- 1918 - Taufa'ahau Tupou IV, 4e koning van Tonga (overleden 2006)
- 1920 - Joop Reinboud, Nederlands radio- en televisiepresentator en -programmamaker (overleden 1986)
- 1923 - Rudolf Friedrich, Zwitsers politicus (overleden 2013)
- 1924 - Eva Marie Saint, Amerikaans actrice
- 1926 - Wolfgang Seidel, Duits autocoureur (overleden 1987)
- 1926 - Alfredo Di Stéfano, Argentijns-Spaans voetballer (overleden 2014)
- 1927 - Émile-José Fettweis, Belgisch architect en stedenbouwkundige (overleden 2021)
- 1927 - Gina Lollobrigida, Italiaans actrice (overleden 2023)
- 1927 - Jim McWithey, Amerikaans autocoureur (overleden 2009)
- 1927 - Neil Simon, Amerikaans toneelschrijver (overleden 2018)
- 1928 - Giampiero Boniperti, Italiaans voetballer en politicus (overleden 2021)
- 1928 - Flip G. Droste, Nederlands schrijver en publicist (overleden 2020)
- 1928 - Teofisto Guingona jr., vicepresident van de Filipijnen
- 1928 - Huub Jansen, Nederlands geschiedkundige (overleden 1985)
- 1928 - Paul de Wispelaere, Belgisch auteur en hoogleraar (overleden 2016)
- 1929 - Darío Castrillón Hoyos, Colombiaans curiekardinaal (overleden 2018)
- 1929 - Dick Verkijk, Nederlands journalist (overleden 2025)
- 1932 - Aureel Vandendriessche, Belgisch atleet (overleden 2023)
- 1932 - Catalijn Claes, Nederlands schrijfster
- 1932 - Jan de Zanger, Nederlands jeugdboekenschrijver (overleden 1991)
- 1934 - Mark Barkan, Amerikaans songwriter (overleden 2020)
- 1935 - Clemens Wisse, Nederlands schrijver
- 1937 - Frans Aerenhouts, Belgisch wielrenner (overleden 2022)
- 1937 - Robbie van Erven Dorens, Nederlands amateurgolfkampioen (overleden 2020)
- 1937 - Thomas Nagel, Amerikaans filosoof
- 1937 - Koningin Sonja van Noorwegen
- 1938 - Ernie Pieterse, Zuid-Afrikaans autocoureur (overleden 2017)
- 1938 - Bill Withers, Amerikaans zanger (overleden 2020)
- 1938 - Mike Mainieri, Amerikaans vibrafonist
- 1939 - Ria Bremer, Nederlands televisiepresentatrice
- 1939 - Marcel Chehin, Surinaams fiscaal jurist en politicus
- 1940 - Tonny Eyk, Nederlands pianist en componist
- 1940 - Jürgen Heinsch, Duits voetballer (overleden 2022)
- 1941 - Dick Addrisi, Amerikaans singer-songwriter
- 1941 - Walt Curtis, Amerikaans dichter en romanschrijver (overleden 2023)
- 1941 - Johnny Lion, Nederlands zanger en journalist (overleden 2019)
- 1942 - Michael van Kent, Brits prins, kleinzoon van koning George V
- 1943 - Roger Maes, Belgisch volleyballer (overleden 2021)
- 1943 - Geraldo Rivera, Amerikaans journalist en talkshowpresentator
- 1943 - Heide Simonis, Duits politica (overleden 2023)
- 1943 - John Wright, Amerikaans filmmonteur (overleden 2023)
- 1944 - Butch Miles, Amerikaans jazzdrummer (overleden 2023)
- 1944 - Peter de Smet, Nederlandse striptekenaar (overleden in 2003)
- 1945 - Steinar Amundsen, Noors kanovaarder (overleden 2022)
- 1945 - David McWilliams, Noord-Iers zanger, liedjesschrijver en gitarist (overleden 2002)
- 1948 - René Arnoux, Frans coureur
- 1948 - Tommy Körberg, Zweeds zanger en acteur
- 1948 - Jeremy Spencer, Brits gitarist (Fleetwood Mac)
- 1949 - Horst Seehofer, Duits politicus
- 1949 - Flip Voets, Belgisch journalist (overleden 2024)
- 1951 - Elsbeth Etty, Nederlands journaliste
- 1952 - Álvaro Uribe, Colombiaans politicus
- 1952 - John Waite, Brits zanger
- 1953 - Bart Reindersma, Nederlands kunstenaar
- 1955 - Ida Does, Surinaams-Nederlands journaliste, schrijfster en documentairemaakster
- 1955 - Kevin Nichols, Australisch wielrenner
- 1958 - Everard de Jong, Nederlands hulpbisschop van Roermond
- 1959 - Victoria Abril, Spaans actrice
- 1959 - Willy Goddaert, Belgisch atleet
- 1960 - Anton Heiden, Nederlands waterpoloër
- 1960 - Phil Hogan, Iers (euro)politicus
- 1960 - Roland Ratzenberger, Oostenrijks coureur (overleden 1994)
- 1961 - Husref Musemić, Bosnisch voetballer en voetbalcoach
- 1961 - Valentin Ivanov, Russisch voetbalscheidsrechter
- 1961 - Ben de Raaf, Nederlands kinderboekenschrijver
- 1962 - Pam Shriver, Amerikaans tennisster
- 1963 - Rob van Erkelens, Nederlands schrijver
- 1963 - Henri Leconte, Frans tennisser
- 1963 - Ute Lemper, Duits (musical)zangeres en actrice
- 1963 - Jan Mølby, Deens voetballer en voetbalcoach
- 1966 - Sven Ahlström, Zweeds acteur
- 1966 - Alessio Boni, Italiaans acteur
- 1966 - Marnie McPhail, Amerikaans actrice
- 1966 - John Scales, Brits voetballer
- 1967 - Cindy Hoetmer, Nederlands columniste en schrijfster
- 1967 - Nicolas Ivanoff, Frans piloot
- 1968 - Mark Lenzi, Amerikaans schoonspringer (overleden 2012)
- 1968 - Annabella Stropparo, Italiaans mountainbikester
- 1969 - Damien Éloi, Frans tafeltennisser
- 1969 - Marleen Wissink, Nederlands voetbalster
- 1970 - Koman Coulibaly, Malinees voetbalscheidsrechter
- 1970 - Vassilis Krommidas, Grieks triatleet
- 1970 - Andrej Tsjerkasov, Russisch tennisser
- 1970 - Tony Vidmar, Australisch voetballer
- 1971 - Nedijeljko Zelić, Australisch voetballer
- 1972 - Nina Badrić, Kroatisch zangeres
- 1972 - Stefan Jansen, Nederlands voetballer
- 1972 - Aleksej Sjirov, Spaans schaker
- 1972 - Jan Van Steenberghe, Belgische voetbaldoelman
- 1973 - Jan Magnussen, Deens autocoureur
- 1974 - Jill Craybas, Amerikaans tennisster
- 1974 - Denis Pankratov, Russisch zwemmer
- 1974 - Takeshi Tsujimura, Japans motorcoureur
- 1975 - Milan Osterc, Sloveens voetballer
- 1975 - Chiara Simionato, Italiaans schaatsster
- 1976 - Dadash Ibrahimov, Azerbeidzjaans atleet
- 1976 - Marcelo Romero, Uruguayaans voetballer
- 1976 - Manuel Venderbos, Nederlands presentator
- 1977 - Allan Jepsen, Deens voetballer
- 1978 - Peter Mankoč, Sloveens zwemmer
- 1978 - Fatima Moreira de Melo, Nederlands hockeyster en zangeres
- 1978 - Émile Mpenza, Belgisch voetballer
- 1979 - Mathieu Zangarelli, Frans autocoureur
- 1980 - Thomas J. Bergersen, Noors muzikant en componist
- 1981 - Gene Bates, Australisch wielrenner
- 1981 - Aaron Townsend, Australisch golfer
- 1982 - Haim Megrelishvili, Israëlisch voetballer
- 1982 - Herman Otten, Nederlands acteur
- 1983 - Amantle Montsho, Botswaans atlete
- 1985 - Gábor Horváth, Hongaars voetballer
- 1985 - Paulien van Dooremalen, Nederlands badmintonster
- 1985 - Philipp Wende, Duits roeier
- 1986 - Willem Janssen, Nederlands voetballer
- 1986 - Sylvia Smit, Nederlands voetbalster
- 1987 - Wude Ayalew, Ethiopisch atlete
- 1987 - Goeram Kasjia, Georgisch voetballer
- 1987 - Markus Schairer, Oostenrijks snowboarder
- 1988 - Chris Smalls, Amerikaans syndicalist
- 1989 - Vergillio Rebin, Surinaams omroeper en politicus (overleden 2020)
- 1989 - Andreas Romar, Fins alpineskiër
- 1989 - Germán Sánchez, Spaans autocoureur
- 1990 - Melissa Barrera, Mexicaans actrice
- 1990 - Sho Endo, Japans freestyleskiër
- 1991 - Hugo Barrette, Canadees baanwielrenner
- 1991 - Jermaine Brown, Jamaicaans atleet
- 1991 - Laci Mosley, Amerikaans actrice
- 1992 - Óscar Romero, Paraguayaans voetballer
- 1993 - Kristian Golomeev, Grieks zwemmer
- 1994 - Fede Vico, Spaans voetballer
- 1996 - James Allen, Australisch autocoureur
- 1996 - Justine Braisaz, Frans biatlete
- 1999 - Lewis Clareburt, Nieuw-Zeelands zwemmer
- 1999 - Riccardo Pera, Italiaans autocoureur
- 2000 - Rikako Ikee, Japans zwemster
- 2004 - Nikki Vrij, Nederlands voetbalster
- 2005 - Hanna Huizenga, Nederlands voetbalster

## Overleden

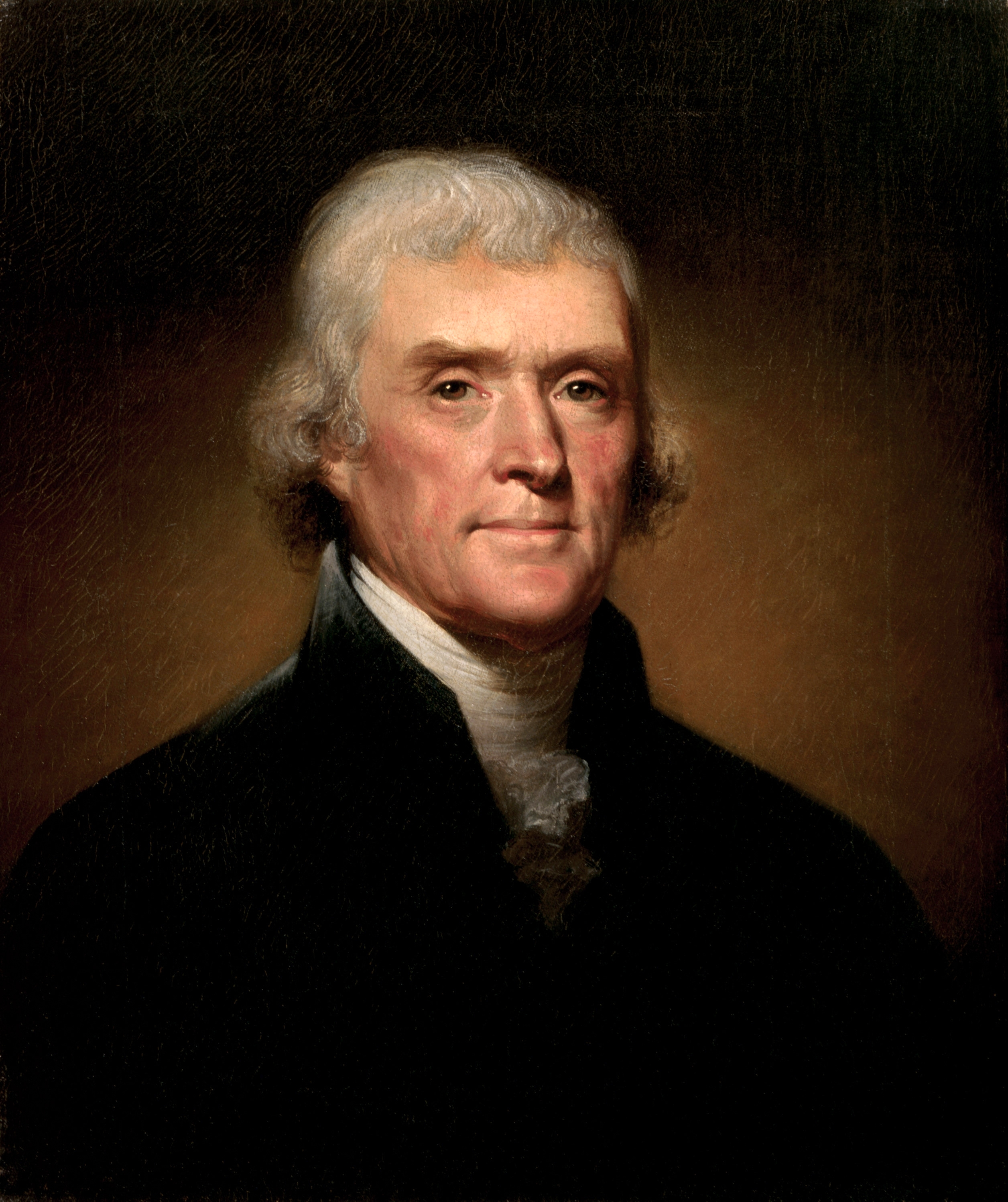
Thomas Jefferson,
overleden in 1826

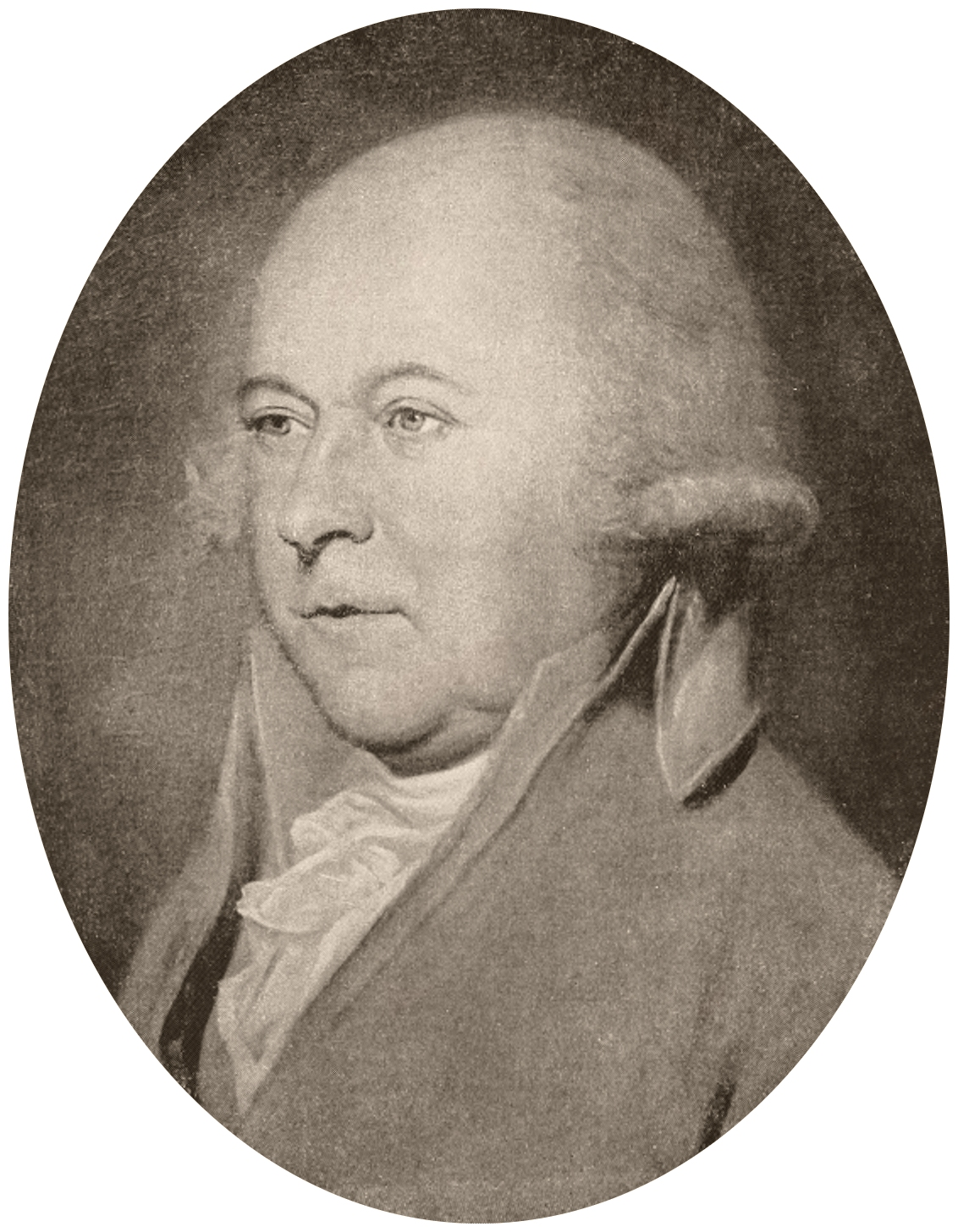
John Adams
overleden in 1826

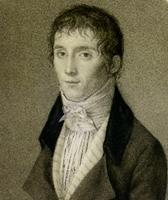
Joseph Nicéphore Niépce
overleden in 1833

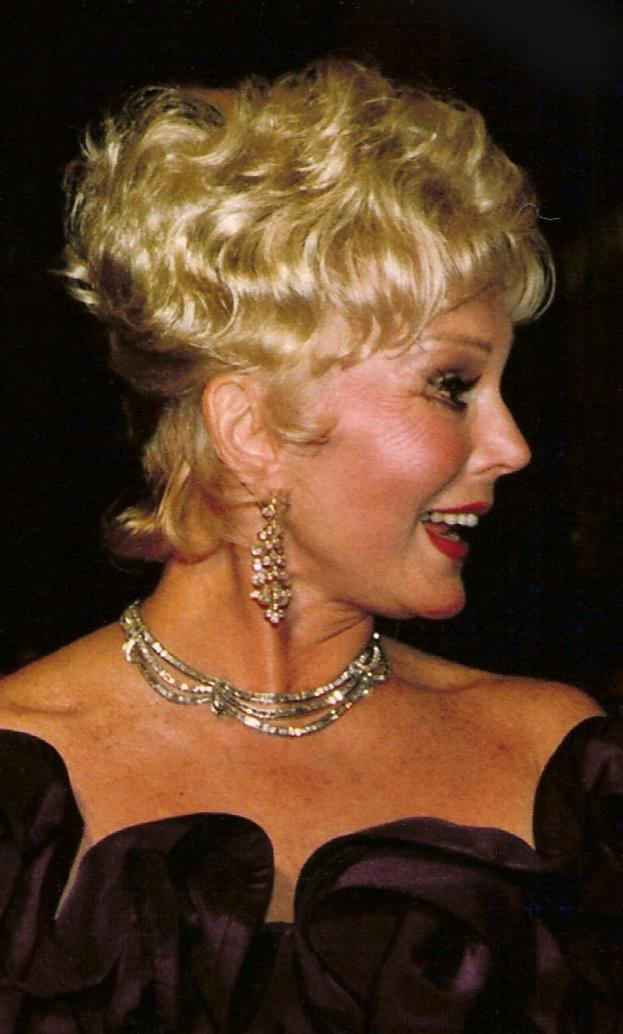
Eva Gabor,
overleden in 1995

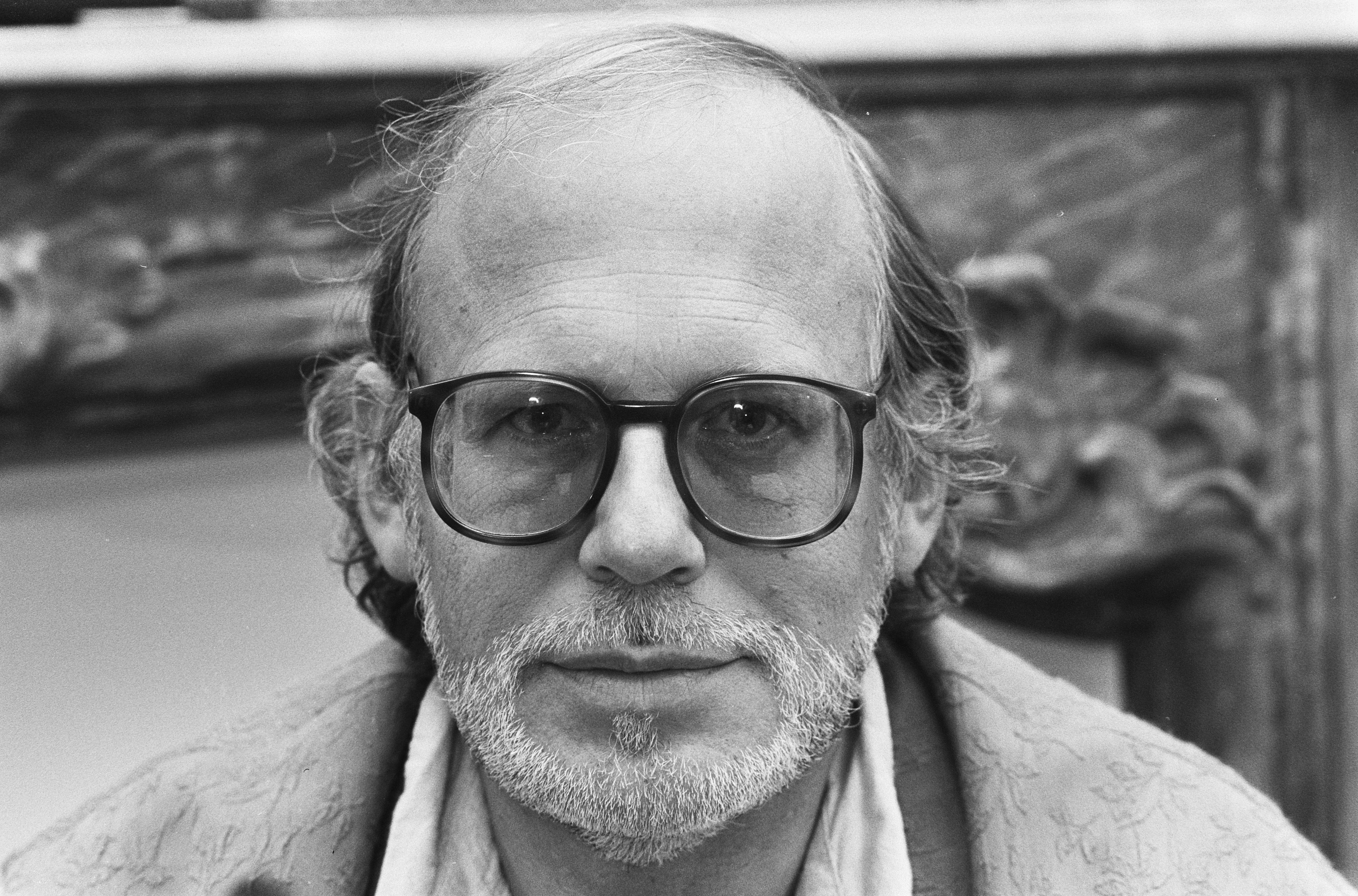
Rob Houwer,
overleden in 2025

- 673 - Egbert I van Kent (~23), Angelsaksisch koning
- 965 - Benedictus V (?), tegenpaus (in 964)
- 973 - Ulrich van Augsburg (~83), bisschop van Augsburg
- 1187 - Reinoud van Châtillon (~62), heer van Chatillon
- 1623 - William Byrd (~80), Brits componist
- 1761 - Samuel Richardson (71), Brits auteur
- 1780 - Karel van Lotharingen (67), landvoogd van de Zuidelijke Nederlanden
- 1824 - Jan Pieter Minckeleers (76?), Nederlands uitvinder
- 1826 - John Adams (90), tweede president van de Verenigde Staten
- 1826 - Thomas Jefferson (83), derde president van de Verenigde Staten
- 1831 - James Monroe (73), vijfde president van de Verenigde Staten
- 1833 - Joseph Nicéphore Niépce (68), Frans uitvinder van de fotografie
- 1848 - François René de Chateaubriand (79), Frans schrijver en diplomaat
- 1888 - Theodor Storm (70), Duits schrijver
- 1905 - Élisée Reclus (67), Frans geograaf en anarchist
- 1910 - Giovanni Schiaparelli (75), Italiaans astronoom
- 1913 - Tomás del Rosario (56), Filipijns rechter en politicus
- 1918 - Sebastiano Martinelli (69), Italiaans curiekardinaal
- 1934 - Chajiem Nachman Bialik (61), Joods auteur
- 1934 - Marie Curie (66), Pools-Frans natuurkundige
- 1937 - Jan van Tecklenburg (83), Nederlands politicus
- 1938 - Suzanne Lenglen (39), Frans tennisster
- 1943 - Władysław Sikorski (62), Pools militair en politicus
- 1945 - August Van Cauwelaert (59), Belgisch dichter en rechter
- 1946 - Jenny-Wanda Barkmann (24), Duits SS-wachter in concentratiekamp Stutthof
- 1949 - François Brandt (74), Nederlands roeier
- 1958 - Art Bisch (31), Amerikaans autocoureur
- 1961 - Max Breunig (72), Duits voetballer
- 1970 - Barnett Newman (65), Amerikaans schilder
- 1971 - August Derleth (62), Amerikaans schrijver
- 1974 - Gaston Mercier (42), Frans roeier
- 1979 - Theodora Kroeber (82), Amerikaans schrijfster en antropologe
- 1980 - Gregory Bateson (76), Brits antropoloog, taalkundige en sociaal wetenschapper
- 1985 - Jan de Quay (83), Nederlands minister-president
- 1985 - Willem Visser 't Hooft (84), Nederlands theoloog en eerste secretaris-generaal van de Wereldraad van Kerken
- 1985 - Vivekananda (39), Indiaas monnik
- 1986 - Guus Hoes (41), Nederlands acteur
- 1986 - Paul-Gilbert Langevin (52), Franse musicoloog
- 1986 - Flor Peeters (83), Belgisch componist
- 1989 - Jack Haig (76), Brits acteur
- 1992 - Astor Piazzolla (71), Argentijns componist
- 1994 - Gerard Coad Smith (80), Amerikaans diplomaat en onderhandelaar
- 1995 - Eva Gabor (76), Hongaars Amerikaans actrice
- 1995 - Bob Ross (52), Amerikaans kunstschilder
- 1998 - Peter Monteverdi (64), Zwitsers autobouwer
- 2003 - Barry White (58), Amerikaans soul-zanger
- 2007 - Liane Bahler (25), Duits wielrenster
- 2008 - Jacques Chapel (62), Nederlands sportverslaggever
- 2008 - Jesse Helms (86), Amerikaans senator
- 2008 - Evelyn Keyes (91), Amerikaans filmactrice
- 2008 - Janwillem van de Wetering (77), Nederlands schrijver
- 2009 - George Fullerton (86), Amerikaans gitaarontwerper (Telecaster en Stratocaster)
- 2009 - Béla Király (97), Hongaars militair en historicus
- 2009 - Allen Klein (77), Amerikaans muziekmanager
- 2009 - Robert Louis-Dreyfus (63), Zwitsers ondernemer en sportbestuurder
- 2011 - Otto van Habsburg-Lotharingen (98), Oostenrijks troonpretendent en Duits politicus
- 2012 - Peter Looijesteijn (58), Nederlands motorcoureur
- 2012 - Staf Neel (68), Belgisch politicus
- 2012 - Eric Sykes (89), Brits comedyacteur
- 2015 - Piet Heijn Schoute (73), Nederlands politicus
- 2015 - Sietze Dolstra (69), Nederlands cabaretier en zanger
- 2016 - Abbas Kiarostami (76), Iraans filmmaker en -regisseur
- 2017 - Daniil Granin (98), Russisch schrijver
- 2017 - Ntuthuko Radebe (22), Zuid-Afrikaans voetballer
- 2020 - Seninho (71), Portugees voetballer
- 2020 - Arie van der Vlis (79), Nederlands militair
- 2021 - Sanford Clark (85), Amerikaans muzikant
- 2021 - Rick Laird (80), Iers bassist en jazzmusicus
- 2021 - Richard Lewontin (92), Amerikaans evolutiebioloog, geneticus en publicist
- 2021 - Dick Rienstra (80), Nederlands acteur en zanger
- 2021 - Hans-Jürgen Ripp (75), Duits voetballer
- 2022 - Richard J. Bernstein (90), Amerikaans filosoof
- 2022 - Alan Blaikley (82), Brits liedjesschrijver en muziekproducent
- 2022 - Remco Campert (92), Nederlands dichter en schrijver
- 2022 - Bunna Ebels-Hoving (89), Nederlands mediëviste
- 2022 - Cláudio Hummes (87), Braziliaans kardinaal
- 2022 - Janusz Kupcewicz (66), Pools voetballer
- 2022 - Ronald Moon (81), Amerikaans opperrechter
- 2023 - Georges Bereta (77), Frans voetballer
- 2023 - Adolfo Gilly (94), Argentijns-Mexicaans historicus en politicoloog
- 2023 - Jan Sierhuis (94), Nederlands kunstschilder
- 2024 - Cas Janssens (79), Nederlands voetballer
- 2024 - Ank Reinders (92), Nederlands concertzangeres
- 2025 - Rob Houwer (87), Nederlands filmproducent
- 2025 - Luís Jardim (75), Portugees percussionist en muziekproducent
- 2025 - Young Noble (Rufus Cooper III) (47), Amerikaans rapper
- 2025 - Mark Snow (78), Amerikaans film- en televisiecomponist
- 2025 - Jenny Thunnissen (73), Nederlands ambtenaar

## Viering/herdenking

Independence Day

- Verenigde Staten - Independence Day (onafhankelijkheidsdag)
- Rooms-katholieke kalender:
  - Heilige Ulrik (van Augsburg) († 973)
  - Heilige Elisabeth van Portugal († 1336)
  - Heilige Hosea († 8e eeuw v.Chr.)
  - Heilige Odo van Canterbury († 959)
  - Heilige Bertha van Blangy († 725)
  - Bisschoppen van Hasselt (heiligen)
  - Zalige Pier Giorgio Frassati († 1925)

## Weerextremen

### Nederland
| | Officiële records | Officiële records | Officiële records |      | Landelijke records | Landelijke records | Landelijke records |
| Gebeurtenis | Jaar              | Extreem           | Locatie           | Jaar | Extreem            | Locatie            |                    |
| --- | ----------------- | ----------------- | ----------------- | ---- | ------------------ | ------------------ | ------------------ |
| Laagste etmaalgemiddelde temperatuur (°C) | 1962              | 10,7              | De Bilt           |      | 1962               | 10,0               | Twenthe            |
| Hoogste etmaalgemiddelde temperatuur (°C) | 2015              | 25,6              | De Bilt           |      | 2015               | 28,6               | Arcen              |
| Laagste minimumtemperatuur (°C) | 1911              | 3,0               | De Bilt           |      | 1911               | 2,9                | Eelde              |
| Hoogste minimumtemperatuur (°C) | 1991              | 18,4              | De Bilt           |      | 1957               | 21,0               | Maastricht         |
| Laagste maximumtemperatuur (°C) | 1962              | 13,6              | De Bilt           |      | 1962               | 11,1               | Eelde              |
| Hoogste maximumtemperatuur (°C) | 1976              | 33,6              | De Bilt           |      | 2015               | 36,8               | Arcen              |
| Hoogste uurgemiddelde windsnelheid (m/s) | 1924              | 10,8              | De Bilt           |      | 1961               | 20,1               | De Kooy            |
| Hoogste windstoot (m/s) | 1961              | 20,1              | De Bilt           |      | 2023               | 29,0               | Vlissingen         |
| Langste zonneschijnduur (uur) | 2001              | 15,5              | De Bilt           |      | 1977               | 15,7               | Eelde              |
| Langste neerslagduur (uur) | 2020              | 13,3              | De Bilt           |      | 2020               | 18,2               | Berkhout           |
| Hoogste etmaalsom van de neerslag (mm) | 2005              | 33,5              | De Bilt           |      | 2005               | 80,9               | Vlissingen         |
| Laagste etmaalgemiddelde relatieve vochtigheid (%) | 1949              | 45                | De Bilt           |      | 1976               | 32                 | Deelen             |
| Laagste uurwaarde luchtdruk op zeeniveau (hPa) | 1988              | 998,1             | De Bilt           |      | 1924               | 994,4              | De Kooy            |
| Hoogste uurwaarde luchtdruk op zeeniveau (hPa) | 1911              | 1033,4            | De Bilt           |      | 1933               | 1033,9             | Vlissingen         |
| Officiële records worden altijd gemeten op het KNMI-weerstation in De Bilt. Landelijke records kunnen worden gemeten op elk officieel KNMI-weerstation in Nederland. |                   |                   |                   |      |                    |                    |                    |

Uitzonderlijke gebeurtenissen
- 1911 - Officieel maandrecord hoogste uurwaarde luchtdruk op zeeniveau in hPa van juli gemeten in De Bilt: 1033,4
- 1915 - Laatste officiële zomerse dag van het jaar (maximumtemperatuur ≥ 25 °C in De Bilt)
- 1946 - Officieel hoogste minimumtemperatuur in °C van het jaar gemeten in De Bilt: 16,1
- 1946 - Eerste en enige officiële tropische dag van het jaar (maximumtemperatuur ≥ 30 °C in De Bilt)
- 1952 - Neerslagstations in Steenbergen en Strijen meten respectievelijk 124 en 117 mm[32]
- 1962 - Officieel maandrecord laagste etmaalgemiddelde temperatuur in °C van juli gemeten in De Bilt: 10,7. Samen met 7 juli 1903
- 1991 - Officieel hoogste minimumtemperatuur in °C van het jaar gemeten in De Bilt: 18,4
- 1993 - Laatste officiële zomerse dag van het jaar (maximumtemperatuur ≥ 25 °C in De Bilt)
- 2023 - Een tornado richt flinke schade aan in Apeldoorn en omgeving[33]

### België
Dagrecords
- 1965 - Laagste etmaalgemiddelde temperatuur 10,3 °C
- 1957 - Hoogste etmaalgemiddelde temperatuur 26,8 °C
- 1965 - Laagste minimumtemperatuur 5,4 °C
- 1957 - Hoogste maximumtemperatuur 33,1 °C
- 1926 - Hoogste etmaalsom van de neerslag 46,8 mm
- 2015 - Hoogste nachtelijke minimumtemperatuur ooit: 24,5 °C[35]

Uitzonderlijke gebeurtenissen
- 1906 - 78 mm neerslag in 24 uur in Aarschot.
- 1920 - 82 mm neerslag in Heusden (Destelbergen), nabij Gent.
- 1975 - In 24 uur 119 mm neerslag in Amel, in de provincie Luik.
- 1994 - Hagelstenen veroorzaken veel schade aan serres en gewassen, vooral in Oost-Vlaanderen, Antwerpen en Limburg.

<< · 1 · 2 · 3 · 4 · 5 · 6 · 7 · 8 · 9 · 10 · 11 · 12 · 13 · 14 · 15 · 16 · 17 · 18 · 19 · 20 · 21 · 22 · 23 · 24 · 25 · 26 · 27 · 28 · 29 · 30 · 31 · >>